# Fascination (roman)
Cet article concerne le roman de Stephenie Meyer. Pour l'adaptation réalisée par Catherine Hardwicke, voir Twilight, chapitre I : Fascination.
Pour les articles homonymes, voir Fascination.
 (avril 2008).
Si vous disposez d'ouvrages ou d'articles de référence ou si vous connaissez des sites web de qualité traitant du thème abordé ici, merci de compléter l'article en donnant les références utiles à sa vérifiabilité et en les liant à la section « Notes et références ».
Fascination (titre original : Twilight) est le premier tome de la saga Twilight de Stephenie Meyer, publié en 2005.
Il raconte l'amour impossible entre Edward Cullen, un vampire, et Bella Swan, une simple humaine.
Il a fait l'objet d'une adaptation cinématographique, Twilight, chapitre I : Fascination, sortie en 2008. En 2008, il a reçu le prix littéraire Et-lisez-moi.

## Résumé
Bella, une lycéenne de dix-sept ans, décide de quitter sa mère et la ville de Phoenix pour vivre à Forks, un village de l'État de Washington où vit son père. Elle n'est pas proche de ce dernier, qu'elle ne voit habituellement que deux semaines par an, et hait la ville de Forks, mais souhaite laisser sa mère vivre seule avec son nouveau compagnon, Phil. Ce dernier est joueur de baseball professionnel et voyage donc beaucoup : Bella tient à la laisser le suivre sans obstacle. Des le lendemain de son arrivée, elle se rend dans le lycée de la ville. Le midi, à la cantine, elle rencontre la famille Cullen, elle est fascinée par leur pâleur, leurs yeux sombres et leurs cernes marqués. En cours de biologie, elle s'assoit à côté d'Edward, ce dernier la traite avec hostilité et colère, refusant de lui adresser la parole. Après une semaine d'absence, il revient cependant, se montrant très poli et faisant comme si cette première rencontre n'avait pas eu lieu.
Un jour de neige, elle a un accident sur le parking du lycée : un étudiant, Tyler, perd le contrôle de son fourgon et lui fonce dessus. Edward, qui se tient à quatre voitures d'elle, se retrouve soudain à ses côtés et arrête l'impact de la voiture à mains nues. Un bal du printemps est ensuite organisé : elle refuse trois invitations sous prétexte d'une visite à Jacksonville prévue. Edward propose alors de l'y emmener et elle accepte. Lors d'une visite à la plage de la réserve quileute de La Push, Bella rencontre Jacob Black et Sam, un jeune homme qui laisse entendre que les Cullen ne sont pas les bienvenus à la réserve. Bella demande des détails à Jacob, qui lui parle des légendes quileutes et mentionne en particulier les Sang-froid. Il raconte que l'arrière-grand-père de Jacob Black aurait lui-même négocié l'accord bannissant les vampires, ou Sang-froid, des terres quileutes. Ces vampires ne s'attaquent pas aux humains : l'aïeul Black conclut donc un traité avec eux, s'engageant à ne pas les chasser tant qu'ils ne s'aventurent pas sur les terres de la réserve. Jacob révèle alors que ces vampires sont la famille Cullen, et en particulier que Carlisle n'a pas changé depuis cette époque.

Bella fait alors des recherches sur Internet sur le thème des vampires, et se convainc qu'Edward pourrait en être un. Jessica, Angela et Lauren comptent acheter leurs robes de bal à Port Angeles et invitent Bella à les rejoindre, bien qu'elle n'ait pas l'intention de se rendre à la soirée. Angela lui révèle alors que la famille Cullen ne se rend jamais au lycée les jours de soleil : « au premier rayon de soleil, ils partent en randonnée ». Bella se sépare alors des autres filles pour chercher une librairie où elle peut se renseigner sur les vampires, mais ne trouve aucun magasin satisfaisant. Elle se perd alors en ville, se retrouvant dans une rue désaffectée où quatre hommes commencent à la harceler. Edward arrive soudain à la rescousse, la prenant dans sa voiture et la conduisant à l'abri. Après avoir rassuré ses amies, il l'emmène dîner au restaurant La Bella Italia. Elle lui annonce alors qu'elle pense qu'il lit dans les pensées, ce qu'il lui confirme. Il lui confirme ensuite que les Cullen sont des vampires. Le soir, de retour chez son père, Bella résume la situation :

« J'étais à peu près certaine de trois choses. Un, Edward était un vampire ; deux, une part de lui - dont j'ignorais la puissance - désirait s'abreuver de mon sang ; et trois, j'étais follement et irrévocablement amoureuse de lui. »

— Fascination, chapitre 9.
Bella découvre alors que seule Alice Cullen soutient Edward, tandis que tous les autres enfants Cullen s'opposent à son attirance pour une humaine, estimant que la relation est dangereuse et qu'il nuirait trop à la famille s'il devait céder à ses instincts et la tuer. Carlisle se range finalement du côté d'Edward, tandis qu'Esmé refuse de prendre parti. Bella annule ensuite sa journée prévue à Seattle, à la demande d'Edward qui veut lui montrer ce que le soleil fait réellement aux vampires. Elle découvre alors que la peau des vampires brille au soleil, et Edward lui déclare ses sentiments. Edward invite ensuite Bella à rencontrer sa famille au domicile des Cullen. Or, Alice a une vision d’un groupe de vampires nomades en voyage, passant par Forks : Edward veut alors absolument protéger Bella.
Pendant sa visite au domicile des Cullen, Bella est invitée à les rejoindre à un match de base-ball familial, Alice ayant prévu une tempête : les matches ne peuvent s'organiser que s'il y a du tonnerre pour couvrir le bruit du jeu. Le clan de vampire nomades arrive cependant plus tôt que prévu, pendant la partie. Il est composé de trois personnes, James, Victoria et Laurent. Le chef est James, un vampire aux traits quelconques et aux cheveux châtains ; Victoria est sa compagne et Laurent les a rejoints récemment. Laurent s'intéresse au mode de vie végétarien et est cordial envers les Cullen ; or, un coup de vent trahit la nature de Bella et attire l'attention de James, qui décide de la traquer pour la dévorer.
Les Cullen se préparent immédiatement à faire fuir Bella : elle quitte son père en l'insultant pour qu'il ne tente pas de la suivre, puis s'enfuit à Phoenix, près de chez sa mère qui est en déplacement en Floride avec Phil. Elle est accompagnée d'Alice et Jasper. James appelle Bella, lui faisant croire qu'il tient sa mère en otage, et lui ordonne de le rejoindre dans un studio de danse de son enfance. Bella parvient à fuir Alice et Jasper à l'aéroport où ils attendent l'arrivée Edward et se rend immédiatement au studio de danse où James lui a donné rendez-vous . Elle découvre alors que James ne tient pas sa mère otage : il a juste fouillé la maison et pris une vidéo d'enfance où elle appelait Bella d'un ton inquiet.
James lui raconte alors la transformation d'Alice, puis lui casse la jambe et elle perd connaissance. Edward et ses frères arrivent à temps pour tuer James, mais se rendent compte que Bella a été mordue à la main. Carlisle ordonne alors à Edward d'aspirer le sang de Bella jusqu'à en retirer tout le venin, ce qu'il parvient à faire.
Elle se réveille à l'hôpital plusieurs jours plus tard, aux côtés de sa mère et d'Edward. Les Cullen font croire à Renée qu'elle est tombée dans l'escalier de l'hôtel. Renée lui annonce alors que Phil a été engagé à Jacksonville à long terme, et qu'ils ont acheté une maison dans laquelle Bella pourra avoir sa chambre, mais cette dernière annonce vouloir revenir à Forks. Edward et Bella discutent ensuite de la transformation en vampire : elle lui reproche de l'avoir sauvée, tandis qu'il refuse catégoriquement de la transformer.
Dans l'épilogue, Bella et Edward se rendent au bal de fin d'année. Bella est très en colère : elle avait refusé de s'y rendre et, tenue dans l'ignorance par les Cullen, croyait à une cérémonie de transformation en vampire. Au bal, Jacob Black lui envoie un avertissement de la part de son père : Billy Black lui fait dire de quitter Edward, et que les Quileutes ne relâcheront pas leur garde. Bella ignore l'avertissement.

## Présentation
Cependant, en ce qui concerne la photographie illustrant la couverture, l'évidence consiste, pour Stephenie Meyer, à représenter le fruit défendu par le biais de la pomme. Le symbole de la pomme possède plusieurs origines et interprétations, dans les contes ou encore la mythologie, c'est là que réside l'intérêt et la motivation de l'auteur dans le choix de cette mise en scène. Il s'agit selon Meyer, de la connaissance et de la dualité du bien face au mal auquel se voient confrontés les protagonistes de cette histoire.

## Personnages

### Habitants de Phoenix
- Isabella Marie Swan  vivait jusqu'alors avec sa mère dans une grande ville ensoleillée d'Arizona, mais elle part vivre chez Charlie Swan pour que sa mère puisse suivre son nouveau mari, Phil Dwyer, dans ses voyages incessants.
À sa naissance, elle vivait avec ses parents dans la petite ville de Forks (WA). Peu après, elle part avec sa mère s'installer à Phoenix lorsque celle-ci se sépare de Charlie Swan. Isabella, surnommée Bella, aimant le soleil et la grande ville, craint d'être malheureuse à Forks où elle est sur le point de déménager. Pourtant, elle s'accoutume peu à peu à cette petite ville et ses alentours en se liant à ses habitants. Dès son arrivée, la jeune fille remarque la beauté singulière du paysage, bien que différente de celle caractérisant l'Arizona. Bella Swan se décrit comme maladroite – ce que ses proches confirment au fil de l'histoire –, réservée et solitaire. Ainsi, la vie avec son père, partageant ces traits de caractère, s'avère paisible. Lors de son premier jour dans son nouveau lycée, la jeune fille remarque immédiatement un groupe d'élèves se distinguant de ses autres camarades. Elle apprend qu'ils appartiennent à la même famille. Par la suite un lien ténu se noue entre l'un d'entre eux, Edward Cullen, et Bella Swan, qui finit par découvrir qu'il est vampire depuis des siècles. Ce dernier est apte à entrer dans les pensées de quiconque, excepté de sa nouvelle amie.
- Renée Higgenbotham/Dwyer  est une femme attachante, intuitive mais également moins mature que l'indique son âge, selon sa fille, devant jouer parfois, malgré son statut de fille, le rôle de maman. Elle égare souvent ses affaires et expérimente le plus d'activités possibles, les menant rarement à leur fin. Peu après la naissance de sa fille, se sentant malheureuse à Forks où elle vivait avec son mari, Charlie Swan, Renée Swan décide de rompre et part vivre en Arizona. Elle regrette de s'être mariée si jeune mais demeure toujours attachée à Charlie, et garde de bonnes relations avec ce dernier malgré la séparation. Des années après leur déménagement à Phoenix, elle rencontre un joueur de baseball professionnel, Phil Dwyer, pour qui elle développe des sentiments et ressent le besoin de vivre à ses côtés. Celui-ci voyage souvent, et comme elle souffre de devoir rester avec Bella, cette dernière propose à sa mère de partir vivre quelque temps chez son père, à Forks. Capable de lire dans les pensées d'autrui, Edward Cullen, qui devient le petit ami de sa fille, juge ses pensées enfantines mais clairvoyantes.
- Phil Dwyer  est le second mari de Renée et le beau-père de Bella. Il est joueur de baseball professionnel et voyage souvent.

### Forks
- Charlie Swan  est le shérif de la ville de Forks et le père de Bella Swan. Il y réside depuis sa jeunesse, c'est là qu'il s'est installé avec Renée Higgenbotham, devenue sa femme et la mère de leur fille. Peu après la naissance de cette dernière, son épouse se sépare de lui, malheureuse à ses côtés dans la ville la plus pluvieuse des États-Unis. C'est toujours amoureux de sa femme qu'il se résout à la laisser partir, ils resteront tous deux en bons termes malgré leur divorce. C'est un homme introverti et doux, aimant envers sa fille bien qu'il ne laisse rien paraître de ses sentiments. De nombreuses années après son départ, il accueille sa fille dans la maison qui l'a vu naître. Tous deux solitaires, ils s'accommodent facilement l'un à l'autre, parlant peu et s'adonnant chacun à leurs activités. Charlie Swan est un amateur de baseball, suivant assidûment ce sport à la télévision seul ou parfois accompagné d'amis. Il entretient également une passion pour la pêche qu'il pratique chaque fin de semaine. M. Swan semble accorder un crédit particulier à la famille Cullen, sujette aux commérages, agacé par le jugement hâtif des habitants de Forks. Il voue du respect au Dr Carlisle Cullen ainsi qu'à sa femme et leurs enfants, contrastant avec la méfiance ambiante des citoyens de Forks ;
- Mike Newton, ami de Bella tombant rapidement amoureux d'elle à son arrivée au lycée de Forks. Durant son temps libre, il travaille dans le magasin de sport tenu par ses parents à Forks. Il déteste profondément Edward et les Cullen, parce que Mike est amoureux de Bella, qui préfère Edward ;
- Jessica Stanley, jeune fille qui se lie à l'héroïne dès son premier jour de classe. Lors de cette première rencontre, elle répond aux interrogations de cette dernière concernant la famille Cullen. Elle est jalouse de Bella, puisqu'elle est amoureuse de Mike, qui n'a d'yeux que pour Bella ;
- Eric Yorkie, camarade de classe abordant Bella Swan dès leur premier cours commun ;
- Angela Weber, personnage généreux et attentif. C'est la seule amie sincère de Bella au sein de sa classe ;
- Tyler Crowley, a manqué de renverser Bella quelque temps après l'arrivée de celle-ci. Durant l'histoire, il se fait passer pour le cavalier de Bella au bal de l'année, ce qui provoque la jalousie de Lauren, amoureuse de Tyler ;
- Lauren Mallory, jeune fille détestant profondément Bella. Elle la déteste parce qu'elle est amoureuse de Tyler, qui se fait passer pour le cavalier de Bella au bal de l'année et que Lauren aurait voulu aller avec lui. Lauren n'apparaît pas dans la version cinématographique du roman ;
- Ben Cheney, petit ami d'Angela ;

### La Push
- Billy Black  est un ami proche et de longue date du chef Swan. Il vit à la réserve Quileute située à La Push, non loin de Forks. Veuf, il vit en compagnie de son fils, Jacob. Billy Black est contraint de se déplacer en fauteuil roulant. C'est en vendant une vieille voiture à son ami, Charlie, que celui-ci offre à sa fille, qu'il renoue avec la famille Swan. Accompagné de son fils, Jacob Black, il rend de fréquentes visites à cette dernière. Le roman le dépeint comme un homme mystérieux et méfiant, précisément à l'égard de la famille Cullen vis-àvis de laquelle il cherche à mettre en garde la fille de son ami.
- Jacob Black  est membre de la tribu Quileute vivant à La Push. Il perd sa mère alors qu'il n'est qu'un jeune enfant et vit avec son père et ses deux sœurs, qui partent l'une après l'autre de la maison familiale. Le jeune homme aide son père qui se déplace en chaise roulante ; il se passionne pour la mécanique et étudie au lycée de la réserve. Il fait la connaissance de Bella Swan peu après son arrivée à Forks, cette dernière étant motivée par l'espoir que le garçon lui révèle les secrets et légendes liés à son peuple et notamment à la famille Cullen. Jacob Black, de nature chaleureuse, provoque l'affection de la jeune fille qui, dans un premier temps, l'utilise sciemment afin d'obtenir les informations convoitées. Lui-même n'est pas indifférent à l'amitié de Bella.